# ミニセレ
ミニセレとは、江崎グリコが販売するベーシック商品などがファミリー向けにリサイズされたアイスクリームを自由に選んで組み合わせられる商品である。
現在は「スマイルプラス」として販売されている。
スーパーマーケットなどのアイスコーナーで見られ、商品には全て「minisele」のロゴが入っていた。

## 商品一覧
2017年（平成29年）2月現在、全19商品。
| - ジャイアントコーン - チョコナッツ - クッキーチョコ - パナップ - グレープ - ダブルいちご - アイスの実 - ぶどう - みかん - パピコ - チョココーヒー | - バニラソフト - バニラ - チョコソフト - 全粒粉クッキーサンド - アーモンドチョコレート - いちご - クッキー＆クリーム - グレープ - バニラモナカ - 抹茶ショコラ - カスタードプリン - たい焼きアイス |